# Tierra Blanca, Río Grande
Tierra Blanca är en ort i Mexiko.   Den ligger i kommunen Río Grande och delstaten Zacatecas, i den centrala delen av landet, 600 km nordväst om huvudstaden Mexico City. Tierra Blanca ligger 1 874 meter över havet och antalet invånare är 1 361.
Terrängen runt Tierra Blanca är huvudsakligen en högslätt. Tierra Blanca ligger nere i en dal. Runt Tierra Blanca är det ganska glesbefolkat, med 34 invånare per kvadratkilometer. Närmaste större samhälle är Río Grande, 4,7 km öster om Tierra Blanca. Omgivningarna runt Tierra Blanca är i huvudsak ett öppet busklandskap.